# Wellington de Queiroz Vieira
Wellington de Queiroz Vieira (ur. 11 lipca 1968 w Tocantinópolis) – brazylijski duchowny katolicki, biskup Cristalândii od 2017. 

## Życiorys
8 grudnia 1996 otrzymał święcenia kapłańskie i został inkardynowany do diecezji Tocantinópolis. Był m.in. dyrektorem szkoły w Xambioá, proboszczem kilku parafii w Araguaínie, ekonomem diecezjalnym oraz audytorem w sądzie biskupim.
16 listopada 2016 papież Franciszek mianował go biskupem-prałatem prałatury terytorialnej Cristalândia. Sakry biskupiej udzielił mu 4 lutego 2017 abp Pedro Brito Guimarães.
10 lipca 2019 po podniesieniu prałatury do rangi diecezji, został jej pierwszym biskupem.